# 小行星92585
小行星92585（92585 Fumagalli）是一颗绕太阳运转的小行星，为主小行星带小行星。该小行星于2000年8月发现。
該小行星以義大利望遠鏡製造商弗朗西斯科·福馬加里（Francesco Fumagalli）命名。

## 轨道参数
小行星92585的轨道半长轴为363 478 662 km（2.4296702 UA），离心率为0.211。